# Tisno
Tisno (italienisch Stretto) ist eine Ortschaft  in der Gespanschaft Šibenik-Knin in Kroatien.

## Lage und Einwohner
Tisno ist eine kleine Ortschaft in Dalmatien etwa 27 km nordwestlich von Šibenik nur 20 m von der Insel Murter durch einen Kanal getrennt, welcher durch eine 37 m lange Klappbrücke überspannt wird. Diese wurde 1968 erbaut und ersetzte die Brücke aus dem 18. Jahrhundert. Die nicht ganz 1300 Einwohner leben hauptsächlich vom Tourismus, Fischfang und Olivenanbau.

## Geschichte
Schon die Römer lebten in Tisno. Reste einer Villa sind noch gut erhalten.
Der Ort war lange als Tišnjan bekannt. Der älteste kroatische Name war Tischno aus dem Jahr 1467. Tisno wechselte in seiner langen Geschichte oft seinen Namen. In der frühen Zeit des alten Jugoslawien hieß es Tijesno. Zur Neugründung von Kroatien hieß der Ort dann Tisno. Zur Zeit Venedigs hieß er dann Stretto.
Tisno war of Schauplatz von Auseinandersetzungen der Venezier und Türken. 1414 drangen die Türken das erste Mal in das Gebiet ein. Knapp 50 Jahre später kam es zum ersten Krieg, der bis 1479 dauerte. Die Bevölkerung floh auf die Inseln.
Im 18. Jahrhundert zogen viele reiche Familien aus Italien nach Tisno und vermischten sich mit den Kroaten.

## Persönlichkeit
- Vjekoslav Kaleb (1905–1996), Schriftsteller, in Tisno geboren

## Bilder

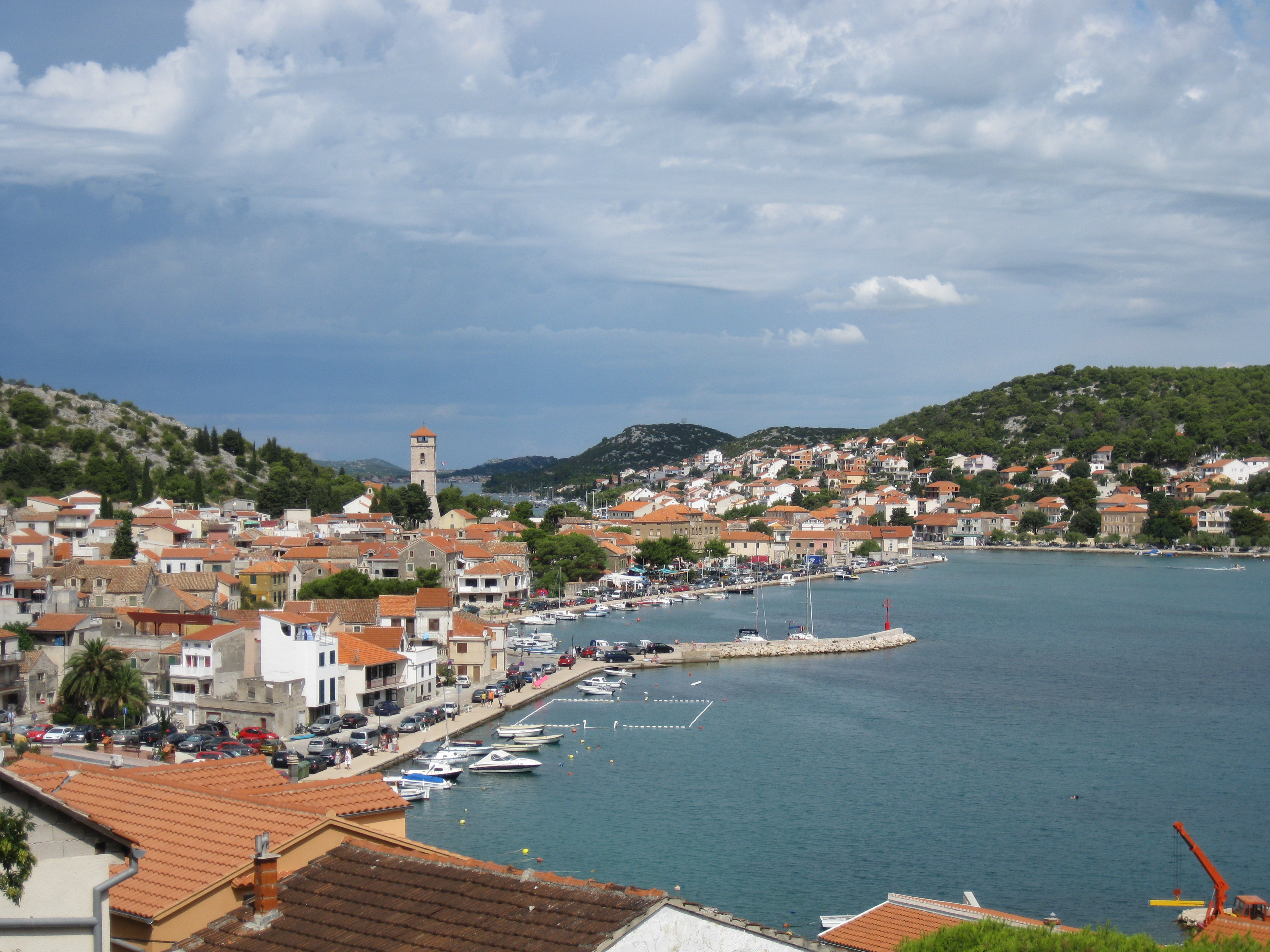
Tisno
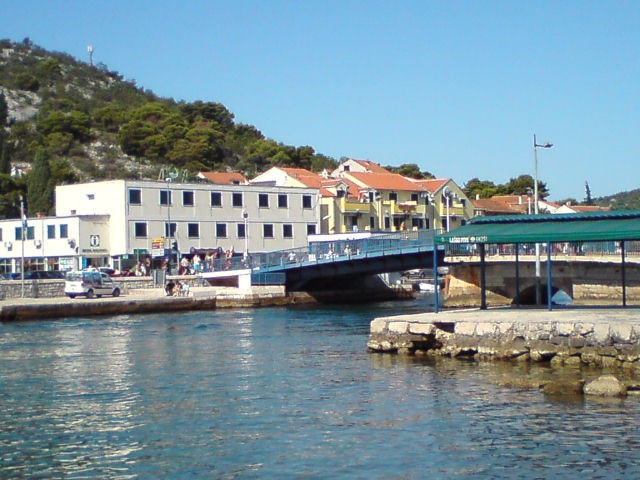
Klappbrücke zur Insel Murter